# Chaillé-les-Marais
Chaillé-les-Marais är en kommun i departementet Vendée i regionen Pays de la Loire i västra Frankrike. Kommunen ligger i kantonen Chaillé-les-Marais som tillhör arrondissementet Fontenay-le-Comte. År 2022 hade Chaillé-les-Marais 1 909 invånare.

## Befolkningsutveckling
Antalet invånare i kommunen Chaillé-les-Marais
| Referens: INSEE |